# 林材
林材（1550年—1625年），字謹任，號楚石，福建福州府閩縣人，民籍，明朝政治人物。

## 生平
萬曆四年（1576年）丙子科福建鄉試第四十九名，萬曆十一年（1583年）癸未科會試第二百六十五名，登三甲第二百四十九名進士。都察院觀政，次年授舒城县知县，十七年十月考选，授工科给事中，丁忧。二十年十一月除補户科，二十一年三月升吏科右，七月升兵科左，二十二年三月升吏科都，十二月因弹劾國子監祭酒成憲、吏部侍郎劉元震，以誣謗大臣，暗傷善類，降三級，调外任。会御史崔景荣等人论救，再贬程乡典史。林材遂辞官归里不出。
明光宗即位，起用为尚宝司丞，天啓元年（1621年）三月升光禄寺少卿，四月升太僕寺少卿，次月以被論乞求致仕歸鄉。三年三月起升南京太僕寺卿，四年改任南京通政使，五年卒。崇祯初，赠右都御史。

## 家族
曾祖林絡；祖父林燧，曾任壽官；父林堪，舉人，曾任知縣。母陳氏。慈侍下。兄林镜、林鎜。弟林汝錝、汝镧、汝鑠、汝鏗。孫林之蕃，崇祯癸未进士。

## 延伸阅读
[在维基数据编辑]
 《明史卷二百四十二》，出自《明史》